# Picaflors dels Nilgiri
El picaflors dels Nilgiri (Dicaeum concolor) és un ocell de la família dels diceids (Dicaeidae).

## Hàbitat i distribució
Habita boscos, vegetació secundària i terres de conreu de les terres baixes al sud-oest de l'Índia.

## Taxonomia
Considerat coespecífic de Dicaeum minullum, ha estat separat arran els treballs de Rasmussen et Anderton 2005.